# Elektriciteit

Gevaarsymbool voor elektriciteit.

Elektriciteit (vaak in de volksmond stroom genoemd, hoewel dat eigenlijk specifiek elektrische stroom betekent) is de verzameling natuurkundige verschijnselen die te maken hebben met elektrische lading en elektrische velden en ook elektromagnetisme.
Bij elektriciteit wordt onderscheid gemaakt tussen statische elektrische ladingen, die worden bestudeerd in de elektrostatica, en bewegende elektrische ladingen (stroom), die worden bestudeerd in de elektrodynamica. Aangezien elektrische stroom een belangrijke energiebron is in het dagelijks leven, worden in het dagelijks spraakgebruik de woorden 'elektriciteit' en 'stroom' vaak door elkaar gebruikt. Elektriciteit omvat daarnaast echter ook andere, gemakkelijk te herkennen verschijnselen zoals bliksem en statische elektriciteit. Ook inductie is een gerelateerd fenomeen.

## Elektriciteit als verschijnsel

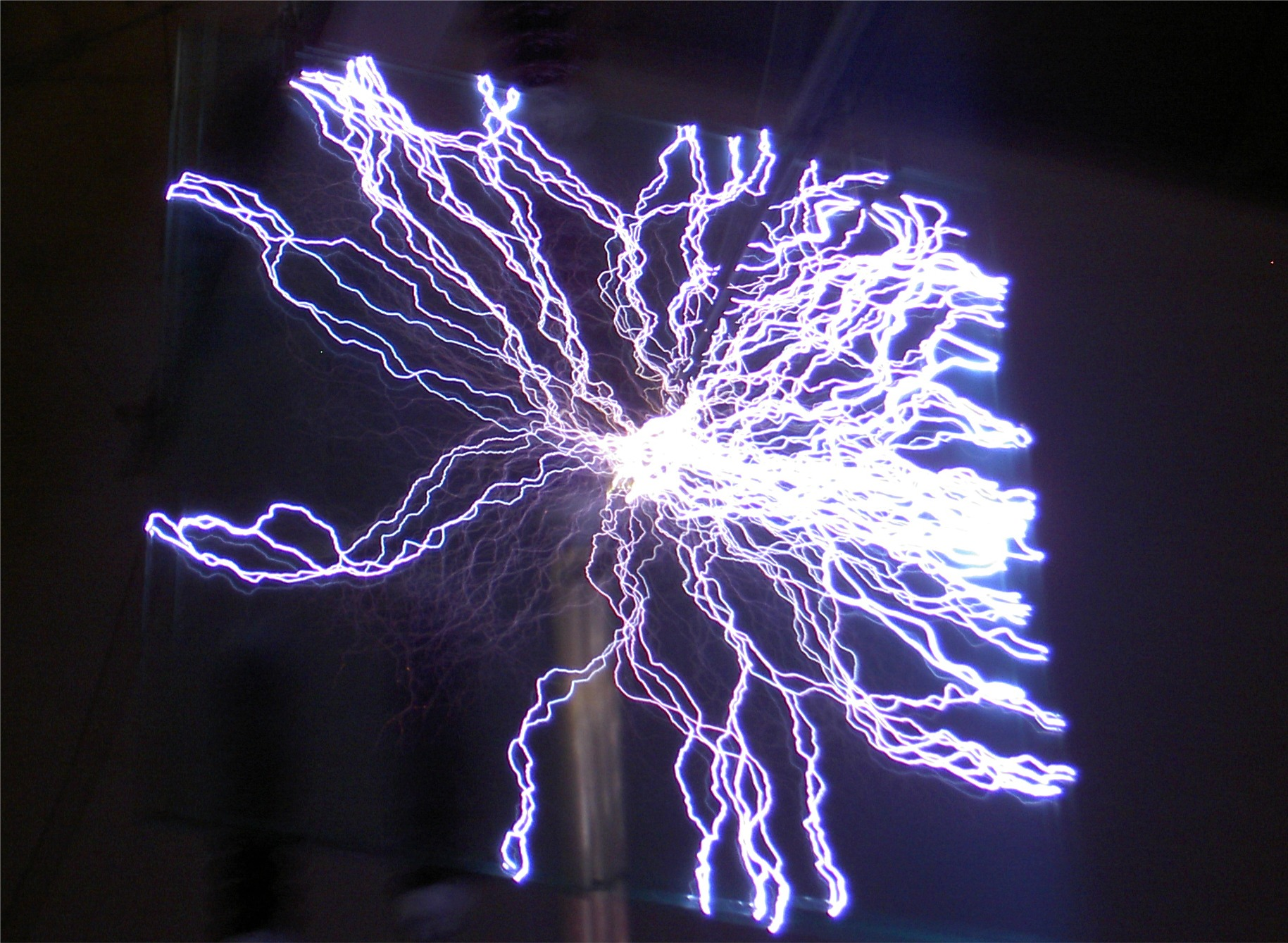
Elektrische ontlading

Elektriciteit is genoemd naar elektron, het Griekse woord voor barnsteen. Statische elektriciteit kan namelijk worden opgewekt door met een wollen lap over een stuk barnsteen te wrijven. Een oude puristische benaming voor elektriciteit is dan ook barnsteenkracht of barnkracht.
Elektriciteit heeft zeer veel technische toepassingen. In de elektrotechniek wordt de elektriciteitsleer dan ook tot de uiterste grenzen verkend en verder ontwikkeld. In tegenstelling tot veel andere natuurkundige verschijnselen zijn veel van de verschijnselen die met elektriciteit te maken hebben, uiterst nauwkeurig te meten en vooraf te berekenen.
Elektriciteit is een natuurlijk verschijnsel. Het bekendst is het optreden van bliksem, dat ontstaat door een potentiaalverschil in de atmosfeer. Sommige vissen, zoals de sidderaal, zijn ook in staat elektriciteit op te wekken. Daarnaast werkt het dierlijke en menselijke zenuwstelsel met elektrische signalen.

## Geschiedenis

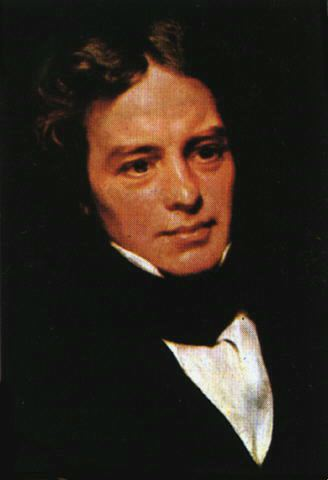
Michael Faraday, uitvinder van de elektromotor

Lang voordat er kennis was over elektriciteit, waren mensen zich al bewust van het gevaar hiervan door het contact met elektrische vissen.
Dat werd millennia later ook door de oude Griekse, Romeinse en Arabische natuuronderzoekers en artsen vermeld. Verschillende schrijvers uit de geschiedenis, onder wie Plinius de Oudere en Scribonius Largus, onderzochten het verdovende effect van elektrische schokken van meervallen en de Torpediniformes (een roggensoort). Ook wisten ze al dat zulke schokken zich alleen kunnen verplaatsen via geleidende voorwerpen. Patiënten die leden aan aandoeningen als jicht of acute hoofdpijn, werden behandeld door hen in aanraking te brengen met elektrische vissen, in de hoop dat de krachtige schok hen zou genezen.
Enkele oude culturen rond de Middellandse Zee hadden al enige kennis van statische elektriciteit. Ze wreven met barnsteenstaven over een vacht en trokken met de staven lichte voorwerpen aan, bijvoorbeeld een veer. Rond 600 v.Chr. maakte Thales van Milete enkele opmerkingen over statische elektriciteit. Hij was ervan overtuigd dat barnsteen, in tegenstelling tot andere mineralen (zoals magnetiet), magnetisch werd door wrijving.

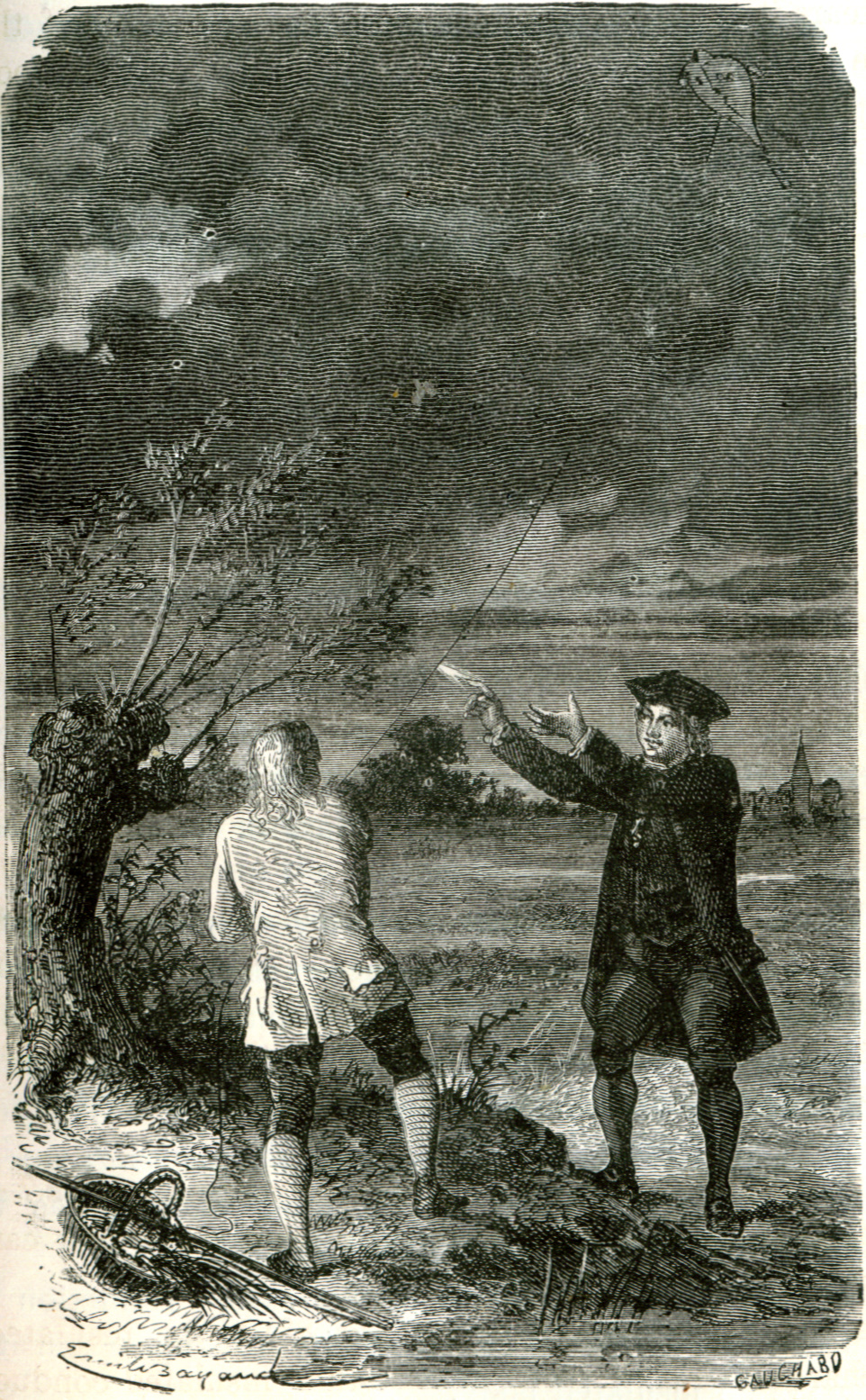
Franklin's vliegerexperiment tijdens een onweersbui

In 1600 publiceerde de Engelse arts William Gilbert een uitgebreide studie over elektriciteit en magnetisme. Hij onderscheidde het natuurlijk magnetisch effect van dat van statische elektriciteit opgewekt door over barnsteen te wrijven. Otto von Guericke, Robert Boyle, Stephen Gray en Charles du Fay onderzochten elektriciteit verder. In de 18e eeuw deed Benjamin Franklin uitgebreid onderzoek naar elektriciteit. In 1752 voerde hij zijn bekende experiment met de vlieger uit, waarmee hij bewees dat bliksem een vorm van elektriciteit is.
In 1791 publiceerde Luigi Galvani zijn ontdekking van dierlijke elektriciteit, waaruit bleek dat zenuwcellen elektriciteit gebruiken om signalen door te geven aan onze spieren. Alessandro Volta's batterij, de Zuil van Volta, gaf de wetenschappers een meer betrouwbare energiebron in vergelijking met de elektriseermachines die ze eerder gebruikten. In 1820 ontdekte Hans Christian Ørsted het verband tussen elektriciteit en magnetisme. Hij demonstreerde hoe een geleider waardoor een elektrische stroom loopt, in staat is een kompasnaald te beïnvloeden. André-Marie Ampère hoorde van Ørsteds ontdekking en herhaalde het experiment onder gecontroleerde omstandigheden. Nog geen week later had hij de wet gevonden die bepaalt hoe, en in welke richting de naald wordt beïnvloed.
Michael Faraday vond in 1821 de elektromotor en de dynamo uit, en Georg Ohm analyseerde in 1827 het elektrische netwerk met wiskundige methoden.
Aan het einde van de 19e eeuw zou de grootste vooruitgang geboekt worden. Dankzij Thomas Edison, Nikola Tesla, Werner von Siemens, Alexander Graham Bell en Lord Kelvin werd elektriciteit essentieel in de moderne samenleving. Mede dankzij hun bijdragen ontstond er eind 19e eeuw een tweede industriële revolutie. In de 20e eeuw slaagde men erin de dragers van elektrische lading, het elektron en het proton, te identificeren als bestanddelen van het atoom.

## Elektrische potentiaal
Met iedere rangschikking van geladen deeltjes of voorwerpen in de ruimte is een potentiële energie geassocieerd. Ze komt overeen met de denkbeeldige arbeid die nodig is om de deeltjes van op grote onderlinge afstand ("oneindig") naar hun huidige positie te verplaatsen. Die arbeid kan positief zijn, bijvoorbeeld om twee gelijke ladingen naar elkaar toe te bewegen, maar ook negatief, bijvoorbeeld wanneer twee tegengestelde ladingen zich dicht bij elkaar bevinden. De energie van een gegeven deeltje in het elektrische veld van de andere deeltjes is evenredig met de lading van het gegeven deeltje; de energie van een testlading van 1 coulomb noemt men de elektrische potentiaal, uitgedrukt in volt.

## Elektrische stroom
De kleinst mogelijke elektrische lading die bij afzonderlijk voorkomende deeltjes hoort, wordt gevormd door twee deeltjes: het proton (dat positief genoemd wordt) en het elektron (dat negatief genoemd wordt). Andere geladen deeltjes zijn bijvoorbeeld ionen.
In het algemeen brengt lading op een voorwerp dit voorwerp op een zekere elektrische potentiaal. Statische elektriciteit bestaat uit ladingen die zich niet verplaatsen.
Als twee voorwerpen een verschillende potentiaal hebben (er is een elektrisch potentiaalverschil), dan ondervinden geladen deeltjes tussen die voorwerpen een kracht, waardoor potentiële energie kan worden omgezet in bewegingsenergie (versnelling). Als de voorwerpen worden verbonden door een geleider met een eindige weerstand, loopt er een elektrische stroom van het voorwerp met de hogere potentiaal naar dat met de lagere potentiaal waarbij elektrische potentiële energie wordt omgezet in warmte. De eigenlijke deeltjesstroom door de geleider kan zowel uit positieve deeltjes bestaan die van een hoge potentiaal naar een lagere bewegen, als uit negatief geladen deeltjes die in de tegenovergestelde zin bewegen. De elektrische stroomsterkte wordt uitgedrukt in ampère, wat overeenkomt met het transport van 1 coulomb geladen deeltjes per seconde.
De stroomsterkte door een geleider is meestal evenredig met het potentiaalverschil (spanning): dit is de wet van Ohm. De evenredigheidsfactor is de elektrische weerstand, uitgedrukt in ohm.
Stroom kan gelijkstroom (DC) zijn, maar ook wisselstroom (AC). In beide gevallen gaat het om de richting waarin de elektriciteit stroomt. Gelijkstroom wordt onder andere gebruikt in auto's en schepen, terwijl thuis wisselstroom uit het elektriciteitsnet komt.
Met behulp van elektrische stroom kunnen elektriciteitsleveranciers huishoudens van elektrische energie voorzien. Wat geleverd wordt, is het potentiaalverschil (elektrische spanning) dat in stand gehouden wordt tussen twee polen van een stopcontact, zodat op elk gewenst moment een stroom van elektrische lading door een apparaat kan lopen. In de volksmond is dit vaak afgekort tot "stroom", en dit spraakgebruik is zelfs door elektriciteitsleveranciers overgenomen. Zo wordt gesproken van "groene stroom". Het woord 'stroom' wordt daardoor bij gebruikers wel opgevat in de zin van elektriciteit.
Naast stopcontacten kunnen batterijen of accu's een bron van elektrische energie zijn. In dit geval is er een potentiaalverschil tussen de polen en aansluitingen van de batterij, door een scheve verdeling van elektrische lading binnen de batterij.
In de atmosfeer kan een potentiaalverschil ontstaan tussen het aardoppervlak en een wolkenmassa. Wanneer de spanning zo groot wordt dat lucht wordt geïoniseerd, ontstaat er een ontlading in de vorm van bliksem.

## Gevaren van elektriciteit
Als elektriciteit door het lichaam stroomt, kan dat bij te grote stroomsterkte een gevaar opleveren. Bij de tabel moet opgemerkt worden dat frequentie – maar zeker ook de tijd (in seconden of milliseconden) – bepalend zijn voor de gevolgen.
| Stroomsterkte     | Invloed op het menselijk lichaam                                       | Uithoudingstijd |
| ----------------- | ---------------------------------------------------------------------- | --------------- |
| 000,5 mA          | voelbaar, schrikeffect                                                 | onbepaald       |
| 001 mA            | goed voelbaar                                                          | onbepaald       |
| 002 mA            | begin van kramp                                                        | onbepaald       |
| 005 mA            | sterke kramp                                                           | onbepaald       |
| 010 mA            | loslaten kost veel moeite                                              | onbepaald       |
| 015 mA            | loslaten is niet mogelijk en pijnlijke kramp                           | 15 seconden     |
| 020 mA            | + hevige pijn                                                          | < 15 seconden   |
| 030 mA            | ondraaglijke pijn                                                      | 1 seconde       |
| 040 mA            | bewusteloosheid, levensgevaar                                          | 0,2 seconden    |
| 040 mA - 200 mA   | het hart stopt met werken, de bloedsomloop valt stil, levensgevaarlijk | geen            |
| 200 mA - 1 ampère | brandwonden in weefsels, spieren en zenuwen.                           | geen            |
| > 1 ampère        | vergiftiging van de nieren                                             | geen            |